# ヴィクトル・ルバン
ビクトル・ルバン（Viktor Ruban 1983年5月7日 - ）は、ウクライナのハルキウ出身のアーチェリー選手。
2004年アテネオリンピック個人では予選で15位になり、1回戦でカナダのジョナサン・オハヨンに勝利、2回戦でも台湾の王正邦に勝利したもののイギリスのローレンス・ゴッドフリーに3回戦で敗れてしまい、13位に終わった。しかし団体戦でウクライナチームは銅メダルを獲得し、ルバンも銅メダルを獲得した。
2008年北京オリンピックでは予選で673点を獲得し、トップのメキシコのファン・ルネ・セラーノに1点差、インドのマンガル・シン・チャムピアと同率3位になり、第3シードを獲得した。準々決勝では日本の守屋龍一を破り、準決勝でもロシアのバイル・バデノフに僅差で勝利、決勝はアテネオリンピックでこの競技金メダルを獲得している韓国の朴敬模に1ポイント差の113-112で勝利した。 団体にはオレクサンドル・セルジュクとマルキヤン・イワシコと共に参加、予選では2位となる1997点を獲得し、準々決勝で強敵の台湾に勝利したが、準決勝でイタリアに敗れ、3位決定戦でも中国に敗れてしまい4位となり、メダル獲得はならなかった。